# Northrop Grumman B-2 Spirit
B-2 Spirit er et bombefly produceret af Northrop Grumman. Den specielle kantede stealth-form gør den næsten usynlig over for radar, den såkaldte Stealth-teknologi. På grund af Sovjetunionens fald og dermed slutningen på den kolde krig og ikke mindst den astronomiske pris på godt 4 milliarder kroner per styk
, blev der kun produceret 21 fly; et er siden styrtet ned.